# آكيو فكامي
آكيو فكامي (باليابانية: 深水 章生) (30 سبتمبر 1985 في ماتسوياما في اليابان – )؛ هو لاعب كرة قدم سابق كان يلعب كمدافع.